# 大不里士沙希德迈达尼国际机场
大不里士沙希德迈达尼国际机场（波斯語：فرودگاه بین‌المللی شهید مدنی تبریز）是服务伊朗西北部东阿塞拜疆省大不里士的主要机场。该机场的跑道也供伊朗空军2号战术空军基地使用。
该机场在2025年6月13日的以色列空袭中遭到破坏，自6月14日起关闭，所有航班停飞。

## 历史
2025年6月13日，以色列对伊朗动发动空袭，该机场在空袭中受损。袭击的主要目标是军用飞机和机库。自6月14日起，机场已经关闭，所有航班停飞。